# Sãopaulostruikgors
De sãopaulostruikgors (Arremon semitorquatus) is een zangvogel uit de familie Emberizidae (gorzen).

## Verspreiding en leefgebied
Deze soort is endemisch in zuidoostelijk Brazilië, met name van Rio de Janeiro tot Rio Grande do Sul.